# Colasposoma tinantae
Colasposoma tinantae é uma espécie de escaravelho de folha da República Democrática do Congo, Zâmbia e Malawi. Foi primeiro descrito pelo entomologista belga Louis Jules Léon Burgeon [nl] em 1941.